# USS Ajax NCC-11574
USS Ajax NCC-11574 is een fictief ruimteschip uit het Star Trek universum.
De USS Ajax is een Starfleet ruimteschip van de Apollo-klasse. In 2327 stond het schip onder commando van kapitein Narth. In 2364 werd op de USS Ajax door Warp aandrijvings-specialist Kosinski een nieuw computerprogramma getest, dat de prestaties aanzienlijk verbeterde. Later bleek dat dit niet door Kosinski kwam, maar door zijn assistent, die de Reiziger (The Traveller) werd genoemd. Dit wezen van Tau Alpha C kon met zijn gedachten ruimte en tijd beïnvloeden, waardoor extreem hoge snelheden mogelijk werden.
In 2367 exploreerde de Ajax de nog niet onderzochte sector 21834. Een jaar later, in 2368 was de USS Ajax een van de schepen van de ruimtevloot onder het commando van kapitein Jean-Luc Picard die moest verhinderen dat het Romulaanse Rijk zich nog langer met de Klingon burgeroorlog bemoeide. Hiervoor vormden de Starfleetschepen een Tachyon-detectierooster aan de Klingon-Romulaanse grens, zodat de Romulaanse schepen niet meer stiekem de Duras-clan kon bevoorraden.